# ミスターキャンパス
ミスターキャンパス とは、各大学シンボルたるに相応しい男子学生を決めるコンテストである。大学祭の催事として、学園祭実行委員会や学友会などにより主催されている場合が多い。ミスキャンパスの浸透に呼応して、2000年代頃から開催されるようになる。

## 著名なミスターキャンパス出身者

### 関東地区

#### 私立大学
『ミスター慶應コンテスト』（三田キャンパス）
- 古川薫（2004年ミスター／サンミュージック、コレコホールディングス[1]
- 高橋輝臣（2006年／元5050、元歌手）
- 榎並大二郎（2006年準ミスター／フジテレビアナウンサー）[2]
- 西村真二（2007年／吉本興業東京、コットン・吉本坂46、元広島ホームテレビアナウンサー→お笑いタレント）
- 辻岡義堂（2007年ファイナリスト／日本テレビアナウンサー）[3]
- 古川雄輝（2009年／ホリプロ、俳優）
- 平田遥（2009年ファイナリスト／BACSエンターテイメント、読者モデル）
- 岩田剛典（2009年ファイナリスト／LDH JAPAN、EXILE・三代目 J SOUL BROTHERS from EXILE TRIBE、ダンサー・俳優）
- 濱田裕平（2012年ファイナリスト／BACSエンターテイメント、読者モデル）
- 岸野智康（2015年ミスター／一般社団法人キャリア三田会代表）[4][5]
- 小林廣輝（2015年準ミスター／元東映マネージメント→元TBSアナウンサー、元俳優）
- 與座亘（2015年ファイナリスト／元アイズ→フリー→FPアドバンス、タレント・俳優）
- 田端太雅（2015年ファイナリスト／モデル）
- 大野雄一郎（2017年／朝日放送テレビアナウンサー）
- 平野寛太（2017年ファイナリスト／フライディ、モデル）
- 伊藤総哉（2018年ミスター）
- 西垣匠一郎（西垣匠）（2019年ミスター／東宝芸能、俳優）

『ミスター慶應理工コンテスト』（矢上キャンパス）
- 糠信泰州（2018年ミスター／アービング、俳優）

『ミスター慶應SFCコンテスト』
- 原拓也（ミスター／元南海放送アナウンサー→元Johnson&Johnson社員→CancerTechnologies代表）
- 岡田潤也（2018年ファイナリスト／ミシェルエンターテイメント所属）

『ミスター立教コンテスト』
- 川久保拓司（ミスター／スターダストプロモーション、俳優・タレント）
- 庄野数馬（2007年準ミスター／元山口放送アナウンサー→元テレビ大阪社員・アナウンサー）
- 大野拓朗（2009年／元ホリプロ、俳優）
- 佐伯大地（2009年準ミスター／ホリ・エージェンシー、俳優）
- 澤宥紀（2013年／元パール、元モデル）
- 宇都宮真（2014年／Mr of Mr Campus Contest 2015ファイナリスト／AKATSUKI ENTAINMENT、LUNAR）
- 葵揚（2014年準ミスター／アービング、タレント）
- 深田幸佑（2014年ファイナリスト／ケンズファミリー、俳優）
- 宇賀由馬（2016年準ミスター／元Ray専属読者モデル・プリ❤クラ）

『ミスター青山コンテスト』
- 深川圭（2009年／ブランシェ、俳優・タレント・モデル）
- 高橋健介（2013年準ミスター／元センスアップ、俳優、ウルトラマンX[6]）
- 草野航大（2014年準ミスター／石原プロモーション、俳優）
- 行德智仁（2016年／Mr of Mr Campus Contest 2017ミスターコレ賞／エイベックス・マネジメント、俳優）
- 小野流星（2016年準ミスター／スターダス・21、俳優）

『ミスター桜美林コンテスト』
- 宇野沢和也（2011年／オスカープロモーション、俳優）
- 山口快士（2011年ファイナリスト／アイリンク株式会社、俳優）
- 川﨑優作（2013年／ベンヌ、俳優）
- 前田大翔（2014年ファイナリスト／テレビ朝日ミュージック、Candy Boy、俳優・タレント）
- 北中健一（2015年／Mr of Mr Campus Contest 2016準グランプリ／A-Light、俳優）

『Phoenix Contest』（日大法学部）
- 牧広大（2011年[7]／仙台放送アナウンサー）
- 大倉士門（2011年準ミスター／エイジアプロモーション、モデル・タレント）
- 京面龍太郎（2014年ファイナリスト／テレビ高知アナウンサー兼記者)

『Mr CHS Contest』（日大文理学部）
- 塩澤遼太郎（2012年／元ジャスティスジャパンエンターテインメント、俳優）

『Mr. CONTEST in MISAKI』（日大経済学部）
- 相沢一貴（2014年／Mr of Mr Campus Contest 2015ファイナリスト／AKATSUKI ENTERTAINMENT、LUNAR）
- 川津武大（2016年／Mr of Mr Campus Contest 2017ファイナリスト／スターダストプロモーション、俳優）

『Mr. Teikyo Campus Contest』（帝京大学）
- 宗藤将矢（2014年／エイジアプロモーション、俳優）
- 伊藤セナ（2017年／Mr of Mr Campus Contest 2018ファイナリスト／STARAGHT entertainment、俳優）
- 柳田紘寿（2017年ファイナリスト／俳優・モデル）

『Mr. Chuo Contest』（中央大学）
- 平田雄也（2013年／サンミュージックブレーン、俳優）
- 田淵累生（2016年／Mr of Mr Campus Contest 2017準グランプリ／VOYZ ENTERTAINMENT、元Ray専属読者モデル・プリ❤クラ→VOYZ  BOY・ハイスクールチルドレン）
- 長瀬大祐（2017年ファイナリスト／ベンヌ、俳優）

『ミスター専修コンテスト』
- 村上幸政（2011年ファイナリスト／山梨放送アナウンサー）
- 梶原英明（2012年ファイナリスト／プロゴルファー）
- 松浦尚久（2017年／Mr of Mr Campus Contest 2018ファイナリスト／オムニア、俳優・ナレーター）

『ミスター駒澤コンテスト』
- 川井雅弘（2014年ファイナリスト／テレビ朝日ミュージック、Candy Boy、歌手・モデル・俳優・声優・タレント）
- 高木眞之介（2014年ファイナリスト／エイジアプロモーション、俳優）

『ミスターソフィアコンテスト』（上智大学）
- 木下康太郎（2008年ファイナリスト／フジテレビアナウンサー）
- 為谷巧（2015年／トミーズアーティストカンパニー、タレント）

『ミスター学習院コンテスト』
- 山木翔遥（2013年特別審査員賞／テレビ朝日社会部記者、元アナウンサー）
- 安倍龍太郎（2015年ファイナリスト／スペースクラフト、俳優・声優・タレント）

『ミスターコンテスト』（亜細亜大学）
- 平井悠土（2015年／AKATSUKI ENTAINMENT、LUNAR、モデル）
- 明珍隼人（2015年ファイナリスト／オスカープロモーション／元男劇団 青山表参道X、俳優・Ray専属読者モデル・プリ❤クラ）

『Mr. Rikadai Contest』（東京理科大学）
- 早瀬慧（2016年／Mr of Mr Campus Contest 2018審査員特別賞・モデルプレス賞／アドス、タレント・俳優）
- 松村心博（2017年準ミスター／Mr of Mr Campus Contest 2018ファイナリスト／トライクルーエンタテインメント、THE UNIVERSITY）

『Mr. Musashino Contest』
- 村木瑠偉（2016年／スターダストプロモーション、俳優）
- 小出優希（2017年／Mr of Mr Campus Contest 2018ファイナリスト／トライクルーエンタテインメント、THE UNIVERSITY）

『ミスター明治学院大学コンテスト』
- 青木空夢（2013年出場／AtoMエンターテイメント、俳優）
- 中山凌（2017年／A-Light、俳優）
- 草地稜之（2018年／Mr of Mr Campus Contest 2019グランプリ／Showtitle、円神メンバー、俳優）

『東洋大学ミスターコンテスト』
- 池上翔（2017年／オスカープロモーション、男劇団 青山表参道X、俳優・Ray専属読者モデル・プリ❤クラ）
- 松本卓也（2018年準ミスター／青森放送アナウンサー）

『ミスターコンテスト』（立正大学）
- 奈須貴人（楽駆）（2016年／Mr of Mr Campus Contest 2017ファイナリスト／オフィス作、俳優）
- 飯塚智基（2017年ファイナリスト／ベンヌ、俳優）

『ミスター大東コンテスト』（大東文化大学）
- 高城勇貴（新浜レオン）（2017年／ビーイング、演歌歌手）

#### 国公立大学
『ミスター東大コンテスト』
- 影井秀（2003年準ミスター／東大コーチ株式会社代表）
- 安宅晃樹（2012年／フジテレビアナウンサー）
- 片山直（2015年[8]／Mr of Mr Campus Contest 2015グランプリ）
- 砂川信哉（2017年ファイナリスト／プラチナムプロダクション、タレント）
- 二宮陽二郎（2018年準ミスター／イー・コンセプト、俳優）

『Mr. YNU Contest』（横浜国立大学）
- 川上椋輔（2015年／JUNON×MUJ 2015-2016ファイナリスト、北海道文化放送アナウンサー）

『THE BRIGHTEST AWARD』（首都大学東京）
- 武地慧征（2015年／JUNON×MUJ 2015-2016ファイナリスト、ニチエンプロダクション、俳優）

『千葉大学 Mr. Contest』（千葉大学）
- 鈴木涼太（2017年ミスター／医師）
- 大崎智也（2020年準ミスター／ウェザーマップ、気象予報士）

### 関西地区
『Mr. Campus KANDAI』
- 星元雄大（2014年／Mr of Mr Campus Contest 2015ファイナリスト／シンガーソングライター）
- 山村伊織（2015年／Mr of Mr Campus Contest 2016ミスターコレ賞／フェイスモデルス、モデル）
- 林裕一朗（2015年ファイナリスト／元ジュノン・スーパーボーイ・アナザーズ、俳優）

『Mr. Ryukoku』
- 高山澪諒（2015年ファイナリスト／元エイベックス・マネジメント、俳優、モデル）

### 中部地区
『ミスター愛大コンテスト』
- 萩凌介（2017年／シスターマネジメント、モデル）

### 九州地区
『Mr Fukudai Contest』
- 馬越琢己（2013年／10神ACTORメンバー）
- 山口託矢（2016年／ワタナベエンターテインメント九州事業本部、元九星隊メンバー）
- 藪佑介（2016年準ミスター／ワタナベエンターテインメント九州事業本部、元九星隊メンバー、タレント）

『ミスター九大コンテスト』
- 副島和樹（2014年／Mr of Mr Campus Contest 2015審査員特別賞／イー・コンセプト、俳優）
- 佐伯孝彦（2016年ファイナリスト／BOYS AND MEN研究生、歌手・アイドル）

『Mr.音大』
- 坂田飛鳥（2017年／Mr of Mr Campus Contest 2018ファイナリスト／シンガーソングライター）